# Кошелёк или жизнь (фильм)
«Кошелёк или жизнь» (англ. Trick 'r Treat) — фильм ужасов, снятый режиссёром Майклом Догерти. Первый публичный показ состоялся на кинофестивале Гарри Ноулза Butt-Numb-A-Thon в Остине, штат Техас, 9 декабря 2007-го года.

## Сюжет
Фильм состоит из связанных между собой страшных историй, происходящих на Хэллоуин. Все эти истории объединяет одно существо — Сэм, таинственная маленькая фигура в оранжевой потёртой пижаме, носящая мешок на голове. Он следит за тем, чтобы традиции Хэллоуина неукоснительно соблюдались.

### Начало
Эмма и её муж Генри поставили на своём дворе облачённые в простыни чучела. Вернувшись домой, Эмма решает задуть светильник Джека, но Генри говорит ей, что это противоречит традициям. Не слушая его и не веря, что «не стоит никого злить», Эмма задувает фонарь. В то время как Генри сидит в доме, Эмма убирает чучела и прочие украшения со двора. Неожиданно её убивает неизвестный с леденцом в форме серпа. Позже Генри, не дождавшись жены, выходит во двор и находит прибитый к одному из чучел истерзанный труп Эммы с леденцом во рту.

### Необычная семья
Мужчина Стивен Уилкинс отравляет мальчика, пойманного им на краже конфет с его крыльца. Перед смертью мальчика рвёт большим количеством крови. Уилкинс затаскивает тело в дом, но при этом измазывается в крови. В это время к нему приходят за конфетами дети — Мэри, Чип и Сара. Подумав, что рубашка в крови — это просто костюм, они спокойно берут конфеты и уходят. Последним конфету берёт маленький таинственный Сэм. Уилкинс закапывает труп мальчика в своём дворе вместе с другим телом. К тому же у него происходит стычка с соседом — одиноким стариком мистером Кригом. После захоронения Уилкинс замечает мистера Крига через его окно кричащим и умоляющим о помощи. Уилкинс не обращает на это внимания. Позже мужчина помогает своему сыну вырезать светильник Джека из отрубленной головы захороненного мальчика. История заканчивается фразой сына: «Но не забудь помочь мне вырезать глазки».

### Школьный автобус
Пятеро детей — Мэри, Шредер, Сара, Чип и Ронда — решают посетить заброшенную каменоломню. Мэри рассказывает, что тридцать лет назад здесь произошла ужасная трагедия: школьный автобус увёз сюда умственно отсталых детей. Родители не хотели иметь таких детей и решили сбросить непосильную ношу со своих плеч. Они заплатили водителю автобуса, чтобы тот приковал детей наручниками, отвёз на заброшенную каменоломню и покончил там с ними. Но всё пошло не по плану водителя. Кто-то из детей осознал, что с ними хотят сделать, снял наручники и сел за руль, когда водитель отвлёкся. Автобус поехал вперёд и упал в озеро. В живых остался только водитель, который выбрался из озера и умолчал о произошедшем. Прибыв к месту происшествия, все остальные решают напугать Ронду (она аутистка и ведёт себя немного не как все). Когда Ронда пугается, за неё всё-таки заступается один из мальчиков. Но вскоре из озера вылезают настоящие погибшие дети и нападают на незваных гостей. Ронда же уходит живой и невредимой, при этом, скорее всего, осознанно не помогая умоляющим её о помощи обидчикам. По дороге она встречает Сэма и уходит в сторону дома.

### Вечеринка
Лори готовится к вечеринке со своей старшей сестрой Даниэль и с их двумя подругами Мэри и Джанет. Девушки покупают себе в магазине костюмы к Хэллоуину. Лори, которая является девственницей, достаётся костюм Красной Шапочки. Она устаёт от сплошных разговоров о парнях и говорит остальным девушкам, что придёт на вечеринку попозже. Они же находят себе парней и отправляются на праздник. Вскоре Лори тоже собирается на вечеринку. Во время того, как она идёт по дороге в лесу к месту встречи, на неё нападает облачённый в чёрный плащ незнакомец с маской на лице и клыками, как у вампира. Даниэль, Мэри и Джанет ждут Лори у костра на лесной поляне вместе со своими новыми парнями и другими пришедшими. Сверху неожиданно падает завёрнутое в плащ Красной Шапочки тело напавшего на Лори, после чего появляется она сама. Оказывается, что под маской скрывался Уилкинс, надевший поддельные клыки, а все девушки на вечеринке — оборотни. И девственность Лори значила то, что она ещё никогда никого не убивала. Девушки превращаются в волков и пожирают своих парней, включая Уилкинса. За происходящим наблюдает Сэм, сидящий неподалёку.

### Сэм
Криг — старый сварливый ненавистник Хэллоуина. Он отпугивает всех детей, пришедших за конфетами. Вскоре из-за своей ненависти к Хэллоуину он подвергается нападению Сэма. Во время схватки Криг срывает мешок с головы Сэма и видит его истинное лицо — тыкву в форме черепа. Криг выхватывает ружьё и стреляет ему в руку и голову, но тот не умирает. Прирастив руку обратно, Сэм достает леденец, надкусывает его так, чтобы леденец по форме стал напоминать серп, и нападает на Крига, однако леденец попадает не в него, а в небольшой шоколадный батончик, который Криг ел ранее. Удовлетворённый угощением Сэм уходит, оставив Крига в живых. После произошедшего Криг сжигает фотографию с умственно отсталыми детьми и водителем автобуса, изображёнными на ней. Криг когда-то и был тем водителем автобуса. Он перевязывает свои увечья и даёт пришедшим к нему детям конфеты. Выйдя на крыльцо, он снова видит Сэма, который стоит у дерева рядом с его домом, и без слов переглядывается с ним. Криг осматривает улицу и, сам того не подозревая, встречает всех остальных участников сегодняшних историй: на соседнем крыльце сидит сын Уилкинса и тоже раздаёт конфеты; улицу переходит Ронда, возвращающаяся одна с каменоломни; перед ней, не заметившей автомобиль из-за аутизма, аккуратно притормаживают четыре девушки, собирающиеся на вечеринку; а Сэм видит, как в дом напротив приходят Эмма и Генри. Эмма задувает фонарь, и Сэм направляется к ней. Криг заходит обратно в дом, но в дверь опять стучат. Открыв дверь, он с ужасом понимает, что к нему пришли погубленные им дети, и они нападают на него.

## В ролях
| Актёр                   | Роль                       |
| ----------------------- | -------------------------- |
| Куинн Лорд              | Сэм / подглядывающий Томми |
| Дилан Бейкер            | Стивен Уилкинс             |
| Анна Пэкуин             | Лори                       |
| Сэмм Тодд               | Ронда                      |
| Брайан Кокс             | мистер Криг                |
| Джералд Паэтц           | мистер Криг в молодости    |
| Тамо Пеникетт           | Генри                      |
| Лесли Бибб              | Эмма                       |
| Коннор Кристофер Левинс | Билли                      |
| Рошелль Эйтс            | Мэри                       |
| Лорен Ли Смит           | Дэниэль                    |
| Монека Делэйн           | Джанет                     |
| Бритт МакКилип          | Мэси                       |
| Изабелль Делюс          | Сара                       |
| Жан-Люк Билодо          | Шредер                     |
| Бретт Келли             | Чарли                      |
| Лора Меннелл            | Элли                       |
| Ричард Хармон           | Мальчик в костюме вампира  |